# Sajania bieneri
Sajania bieneri là một loài bướm đêm trong họ Noctuidae.